# Династија Савоја
Династија Савоја (итал. Savoia) италијанска је династија основана почетком једанаестог века. Од мале и слабе племићке породице, развила се у династију која је владала Италијом од Уједињења 1861. до 1946. године. Током осамдесетпетогодишње владавине на престолу су се сменила четири владара – Виктор Емануел II, Умберто I, Виктор Емануел III и Умберто II, чија је владавина трајала неколико недеља пре него што су Италијани на референдуму 12. јула 1946. изабрали републику.

## Историја
Савојска династија је основана на територији данашње Швајцарске, а име је добила по истоименом региону у Француској. Основана је 1003. године, а осам векова касније постала је последња владајућа династија Италије. Ипак, њихов раст и опстанак кроз векове није заснован на војним подвизима и освајањима, већ на територијалној експанзији путем бракова и мудрим политичким потезима.

### Оснивање. Рана историја
Оснивач династије је био Хумберт I од Саубадије (Умберто I „Белоруки“), чија је породица живела у околини Магдебурга у Саксонији. Бројни извори потврђују да је Хумберт имао брата Амадеуса. Иако је њихова грофовија била сиромашна и слаба, браћа и њихови потомци успели су да прошире њену територију склапањем бракова и споразума. Хумберт је први померио границе своје земље, добивши неколико превоја у Алпима који су имали велики стратешки значај. Своја два сина је поставио за надбискупе опатије у Санкт Морицу, па се његов утицај ускоро осећао и у региону око реке Роне и Женевског језера.
Када је Хумберт умро 1047. (или 1048) године, престо наслеђује његов најстарији син Амадеус. Његова владавина трајала је само три године, јер се млади гроф убрзо разболео и умро. Његов млађи брат, Ото I Савојски, постаје нови саубадијски владар и жени се богатом маркизом Аделаидом од Торина, која му у мираз доноси Торински маркизат. Тај догађај и велики успех младе грофовије, привлачи пажњу великих европских сила, Француске и Шпаније. Ото осваја швајцарски кантон Во, али не успева да се супротстави Женеви, која зауставља даљу територијалну експанзију грофовије. Саубадија се убрзо уједињује са Пијемонтом, те мења назив у Савоја. Званичном резиденцијом савојских грофова проглашен је замак Чилон на Женевском језеру.

### Савоја од 14. до 19. века
Већ крајем четрнаестог века Амадео VIII је владао моћном и богатом савојском грофовијом. Свети римски цар Жигмунд Луксембуршки прогласио га је за војводу, те самим повећао утицај Савоје и уздигао је у очима Европе. Међутим, када је француски краљ Шарл VIII Валоа освојио Италију 1494. године, Савоји су се из своје резиденције на Женевском језеру, повукли у Торино. Као и цела Италија, и Торино је био захваћен ренесансом, а Савоји су у њему мирно провели педесет година, као мецене и главна аристократска породица. Тек је 1553. Емануел Филиберт, нови поглавар династије, пожелео да поврати богатство и територију своје лозе. Стога се понудио у службу Хабзбурзима, највећим непријатељима Француске. Шпански краљ Филип II поставио га је на место гувернера Холандије од 1555. до 1559. године. Емануел се показао као мудар владар и храбар војсковођа. Године 1557. повео је војску на северне француске територије и извојевао победу код острва Свети Квентин. Искористио је тренутну политичку ситуацију у Европи, и потпомогнут бројним препиркама и несугласицама, издејствовао да Савоја добије делимичну аутономију и делове својих територија које су пале под шпанску и француску власт. Избацио је латински и као званични језик увео италијански. Такође је престоницу војводства из Шамберија преместио у Торино.